# 1989-2002
1989-2002 es un álbum recopilatorio de la banda de rock argentina Los Piojos, lanzado solamente en Estados Unidos en el año 2002, el disco tiene dos ediciones.
Hay dos ediciones de este disco: la primera del año 2002 y la segunda al año siguiente.

## Lista de canciones
| 1989-2002 |                                       |          |  |
| N.º       | Título                                | Duración |  |
| 1.        | «Maria y José»                        | 4:38     |  |
| 2.        | «El farolito»                         | 4:13     |  |
| 3.        | «Desde lejos no se ve (en vivo)»      | 4:00     |  |
| 4.        | «Tan solo (en vivo)»                  | 4:18     |  |
| 5.        | «Ando ganas (Llora llora)»            | 5:30     |  |
| 6.        | «Arco»                                | 4:10     |  |
| 7.        | «Globalización»                       | 3:37     |  |
| 8.        | «Agua (en vivo)»                      | 5:24     |  |
| 9.        | «Todo pasa (en vivo)»                 | 5:41     |  |
| 10.       | «Maradó (en vivo)»                    | 7:27     |  |
| 11.       | «El balneario de los doctores crotos» | 4:00     |  |
| 12.       | «Verano del '92»                      | 4:41     |  |
| 13.       | «Vine hasta aquí»                     | 4:38     |  |
| 14.       | «Ruleta»                              | 4:14     |  |

| 1989-2003 |                                       |          |  |
| N.º       | Título                                | Duración |  |
| 1.        | «Maria y José (en vivo)»              | 4:18     |  |
| 2.        | «El farolito»                         | 4:13     |  |
| 3.        | «Desde lejos no se ve (en vivo)»      | 4:00     |  |
| 4.        | «Tan solo (en vivo)»                  | 4:20     |  |
| 5.        | «Ando ganas (Llora llora)»            | 5:28     |  |
| 6.        | «Taxi boy (en vivo)»                  | 4:46     |  |
| 7.        | «Globalización»                       | 3:40     |  |
| 8.        | «Agua (en vivo)»                      | 5:18     |  |
| 9.        | «Todo pasa (en vivo)»                 | 5:34     |  |
| 10.       | «Maradó (en vivo)»                    | 7:21     |  |
| 11.       | «El balneario de los doctores crotos» | 4:03     |  |
| 12.       | «Verano del '92»                      | 4:39     |  |
| 13.       | «Vine hasta aquí»                     | 4:36     |  |
| 14.       | «Ruleta»                              | 4:14     |  |